# 仙台の地形
仙台の地形（せんだいのちけい）では、宮城県仙台市の地形、および、地形の制約による土地利用について説明している。

## 地理的・地形的区分
仙台市（北緯38度15分38秒 東経140度52分55秒 / 北緯38.26056度 東経140.88194度）の土地利用に影響してきた地理的・地形的構造は、おおまかに東から沖積平野部・台地部・丘陵部・山地部の4区域に分けられる。
沖積平野部
仙台湾に接する海岸線から活断層である長町 - 利府線（JRの貨物線とほぼ同等の位置）にいたる地域である。概ね標高20m以下の低平な平野となっており、後背湿地や浜堤列が存在している。土地利用としては住宅地・工業地域のほかに水田も多く、沖積平野であるため、軟弱地盤も多い。苦竹などに排水不良地域が残り、内水面氾濫が発生する場合もある。
台地部
仙台市都心部は台地部にあり、標高は概ね20mから50m。仙台駅の標高は約35mである。七北田川や広瀬川の流域には幅数キロにわたり河岸段丘が発達しており、段丘礫層下には第三紀の基盤岩も見られるなど、地盤も安定している。七北田川や広瀬川では貫入蛇行も見られる。
丘陵部
河川間の稜線部には丘陵が発達している。各丘陵は、ゆるやかな傾斜地が多く平地がほとんどない。第三紀の未固結岩によって構成されており、標高は概ね50mから500m。七北田川より北の丘陵は富谷丘陵、七北田川と広瀬川間の丘陵は七北田丘陵、広瀬川と名取川間の丘陵は青葉山丘陵、名取川より南は高館丘陵とも呼ばれる。各丘陵においては、大型住宅団地等の開発が行われており、旗立団地など原形をとどめないほどに大規模な土木工事が行われた例もある。
山地部
仙台市の西端部には奥羽山脈があり、険しい山地となっている。ここが山地部と分類され、その東端は活断層である作並断層によって区切られている。標高は概ね300m以上。作並断層より西において火山活動および隆起運動が活発であったために険しい山地となった。山地部の河川沿いには山形県との連絡道路や鉄道が走っている。
河川
河川は仙台市域を概ね東西方向に東に流れている。主な河川は七北田川（動画7分）、広瀬川（動画14分、13分）、名取川の3つである。広瀬川は名取川水系の河川であり、河口より4kmほど上流で合流している。

## 地形分類と土地利用

### 海岸線から長町-利府線まで
沖積平野で、ほぼ完全な平地となっており、松島丘陵より福島県境まで広がる広大な仙台平野となっている。東西軸の河川は直線的に太平洋に流れ込む。
長町 - 利府線を境として西側が高く、東側が低くなっている。そのため、東側の斜面のふもとにあたるところは水利が良く、人が住み着いて古道が通っていたと考えられている。この断層沿いには、旧石器時代の富沢遺跡に始まり、数々の古墳、郡山遺跡、陸奥国府の多賀城、陸奥国分寺、陸奥国分尼寺、若林城など、古くから仙台平野の主要な施設が設置されてきた。
この沖積平野は、長町 - 利府線沿い以外は全体として水利が悪く開墾されなかったため、原野として「宮城野」という歌枕となった。江戸時代初期に灌漑が行き届いたため、広大な稲作地となった。現在は用途地域の指定によって開発が制限されているため、大半が稲作地および仙台バイパス沿いの広大な流通団地として利用されており、住宅地や市街地指定されている所は比較的少ない。

### 長町-利府線から西部丘陵群東側まで
北から南へ、東西軸沿いの平地（台地、河岸段丘）と丘陵地が交替で存在し、仙台市都心部や市街地として利用されている。北から順に、
- 松島丘陵：仙台市#新興住宅地
- 七北田川沿い河岸段丘：泉中央地区（旧奥州街道・七北田宿）
- 七北田丘陵：北山丘陵には仙台藩ゆかりの寺社が集中。その他は住宅地
- 広瀬川左岸の河岸段丘：仙台市都心部（旧城下町・仙台）
- 広瀬川
- 広瀬川と名取川の間の平地：長町地区（旧奥州街道・長町宿）
- 名取川
- 名取川の南側平地：現・南仙台（旧奥州街道・中田宿）

と並んでいる。ただし、長町より南側は、実際は沖積平野で、前述の狭義の仙台平野に含まれ、七北田川沿い平野より北は、旧泉市（現泉区）や富谷市の一部となっており、やや様相が異なる。仙台城の城下町が開かれた広瀬川の河岸段丘は水利が悪かったが、伊達政宗が、防御性を考えて青葉山に仙台城（山城）を築いたため、隣接するこの地に城下町がつくられた。水利の悪さが後の「杜の都」を創り上げた。江戸時代のうちに四ツ谷用水が開削されて水利は改善され、以降、現在に至るまで仙台の中心部として機能している。その他の丘陵地や平地も市街地として利用され、仙台の主要部を構成している。この時代の城にしては珍しく平城でなく山城であり、市街地は海から離れたところに作られているのが特徴である。

### 西部丘陵
仙台城跡や東北大学がある青葉山や、蕃山、太白山などが開発規制されているが、都心に近いため住宅地として利用されている。ただし、それぞれの山の頂上付近には、神社（宮城縣護國神社）・仏閣（成田山・大年寺・仏舎利塔）・霊廟（瑞鳳殿）等の宗教施設や、テレビ塔群、電波塔（国見峠のNTT仙台統制無線中継所）が設置されている。この丘陵地は、政令市になる前の仙台市の西端を成していた。東西軸の河川は、これら山地・丘陵地の間を縫うように東西に流れて急峻な谷を形成しているため、丘陵地より西側（盆地群）と都心との連絡道路は、以前は川沿いの細い道路しかなかったが、青葉山トンネル（仙台西道路）や国道286号の拡幅などによって改善してきている。なお、この丘陵地群は、南へと断続的につながって、最終的に阿武隈高地に連なる。

### 西部丘陵西側から奥羽山脈の東端まで
大小さまざまな盆地群がいくつかある。盆地内は、河岸段丘が発達し、やや広い平地となっている。「昭和の大合併」の前は、盆地内が1つか2つの自治体として機能していた（北から根白石村・大沢村・広瀬村・生出村・秋保村）。それぞれいろいろな経緯を経て、最終的に仙台市と合併した。盆地と盆地の間の丘陵地は、高度経済成長期以後、住宅地として開発されたが、平地は国の農政の影響で農地指定のままだったため、街道沿いに集落があるのみだった。近年は、旧宮城町地域で平地が市街地・住宅地に指定が切り替わり、人口増加地区になっている。奥羽山脈との際近くには、温泉地、ウイスキーの蒸留所、山岳宗教の寺院などがある。